# Grattacieli più alti della Spagna

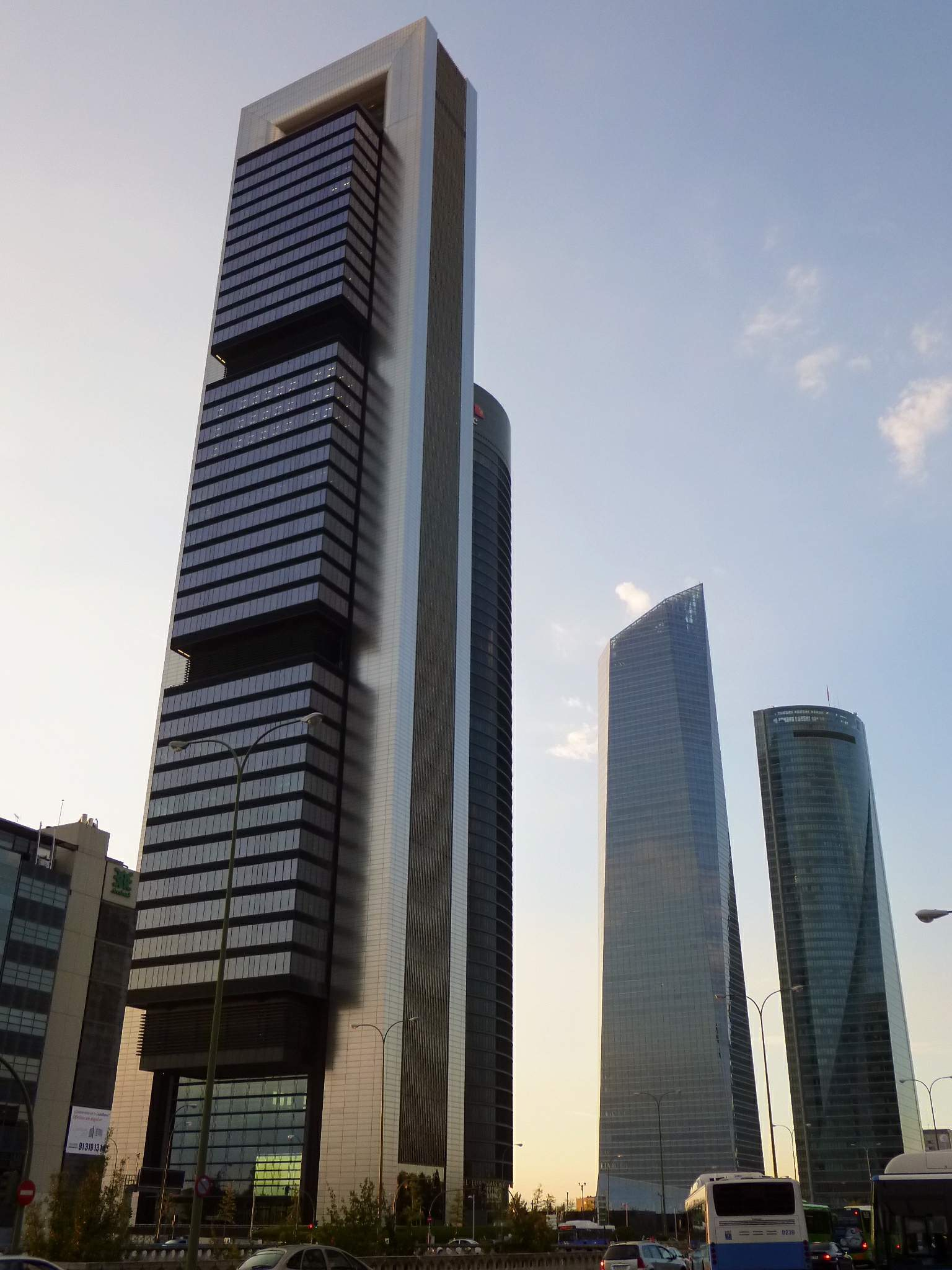
Le torri CTBA.

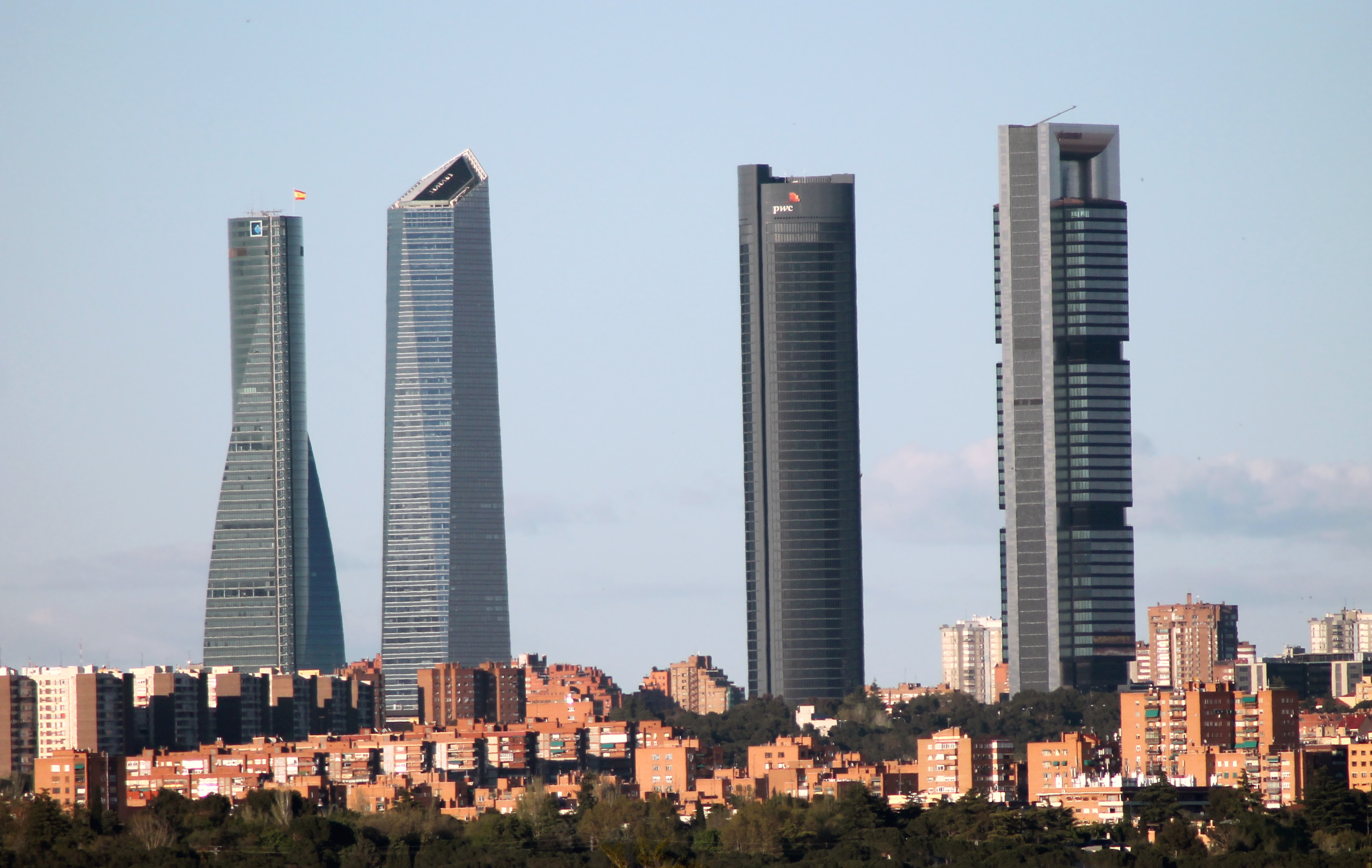
CTBA nell'aprile 2016; l'area ospita i quattro grattacieli più alti della Spagna.
In ordine, da sinistra a destra: Torre Espacio, Torre de Cristal, Torre PwC e Torre Cepsa.

Questa è una lista dei grattacieli più alti della Spagna con altezza minima di 120 metri. Gli edifici qui elencati sono 20 di cui il più alto è la Torre de Cristal di Madrid che con i suoi 249 metri è l'edificio più alto del paese.

## Elenco
| Pos. | Immagine | Nome                             | Città                     | Altezza | Piani | Anno di realizzazione | Uso            | Note   |
| ---- | -------- | -------------------------------- | ------------------------- | ------- | ----- | --------------------- | -------------- | ------ |
| 1    |          | Torre de Cristal                 | Madrid                    | 249     | 45    | 2008                  | Uffici         | [ 1 ]  |
| 2    |          | Torre Cepsa                      | Madrid                    | 248.3   | 45    | 2008                  | Uffici         | [ 2 ]  |
| 3    |          | Torre PwC                        | Madrid                    | 236     | 52    | 2008                  | Uffici e Hotel | [ 3 ]  |
| 4    |          | Torre Espacio                    | Madrid                    | 230     | 56    | 2007                  | Uffici         | [ 4 ]  |
| 5    |          | Intempo                          | Benidorm                  | 192     | 47    | 2019                  | Residenziale   |        |
| 6    |          | Gran Hotel Bali                  | Benidorm                  | 186     | 52    | 2002                  | Hotel          | [ 5 ]  |
| 7    |          | Puerto Triana                    | Siviglia                  | 181     | 37    | 2015                  | Hotel e Uffici | [ 6 ]  |
| 8    |          | Torre Iberdrola                  | Bilbao                    | 165     | 40    | 2011                  | Uffici         | [ 7 ]  |
| 9    |          | Torre Lúgano                     | Benidorm                  | 158     | 43    | 2007                  | Residenziale   | [ 8 ]  |
| 10   |          | Torre Picasso                    | Madrid                    | 157     | 43    | 1988                  | Uffici         | [ 9 ]  |
| 11   |          | Torre Mapfre                     | Barcelona                 | 154     | 44    | 1992                  |                | [ 10 ] |
| 12   |          | Hotel Arts                       | Barcelona                 | 154     | 43    | 1992                  |                | [ 11 ] |
| 13   |          | Neguri Gane                      | Benidorm                  | 145     | 40    | 2001                  |                | [ 12 ] |
| 14   |          | Torre Agbar                      | Barcelona                 | 144     | 35    | 2004                  |                | [ 13 ] |
| 15   |          | Torre de Madrid                  | Madrid                    | 142     | 34    | 1957                  |                | [ 14 ] |
| 16   |          | Edificio Kronos                  | Benidorm                  | 140     | 41    | 2008                  |                | [ 15 ] |
| 17   |          | Edificio Don Jorge               | Benidorm                  | 124     | 36    | 2008                  |                | [ 16 ] |
| 18   |          | El Mirador del Mediterrano       | Benidorm                  | 123     | 32    | 2006                  |                | [ 17 ] |
| 19   |          | Torre de Santa Cruz I            | Santa Cruz de Tenerife    | 120     | 35    | 2004                  |                | [ 18 ] |
| 19=  |          | Torre de Santa Cruz II           | Santa Cruz de Tenerife    | 120     | 35    | 2006                  |                | [ 19 ] |
| 19=  |          | Torre Levante                    | Benidorm                  | 120     | 36    | 1985                  |                | [ 20 ] |
| 19=  |          | Torre Europa                     | Madrid                    | 120     | 30    | 1985                  |                | [ 21 ] |
| 21=  |          | Torre Costa Rica                 | La Coruña                 | 119     | 389   | 31                    | 1975           | [ 22 ] |
| 22=  |          | Estudiotel Alicante              | Alicante                  | 117     | 384   | 35                    | 1962           | [ 23 ] |
| 22=  |          | Hilton Valencia                  | Valencia                  | 117     | 384   | 35                    | 2006           | [ 24 ] |
| 22=  |          | Edificio España                  | Madrid                    | 117     | 384   | 25                    | 1952           | [ 25 ] |
| 22=  |          | Torre de la Universidad Laboral  | Gijón                     | 117     | 384   | 17                    | 1956           | [ 26 ] |
| 26=  |          | Costa Blanca I                   | Benidorm                  | 116     | 381   | 36                    | 1993           | [ 27 ] |
| 26=  |          | Torres de Colón                  | Madrid                    | 116     | 381   | 23                    | 1976           | [ 28 ] |
| 28   |          | Habitat Sky                      | Barcellona                | 115     | 378   | 31                    | 2008           | [ 29 ] |
| 29   |          | Torre de Francia                 | Valencia                  | 115     | 377   | 35                    | 2002           | [ 30 ] |
| 30=  |          | Puerta de Europa I               | Madrid                    | 114     | 373   | 26                    | 1996           | [ 31 ] |
| 30=  |          | Puerta de Europa II              | Madrid                    | 114     | 373   | 26                    | 1996           | [ 32 ] |
| 30=  |          | Hotel Porta Fira                 | L'Hospitalet de Llobregat | 114     | 373   | 27                    | 2010           | [ 33 ] |
| 33   |          | Torre Realia BCN                 | L'Hospitalet de Llobregat | 113     | 372   | 24                    | 2009           | [ 34 ] |
| 34   |          | El Barco, Alicante               | Alicante                  | 111     | 364   | 30                    | 1963           |        |
| 35=  |          | Edificio Colón                   | Barcellona                | 110     | 361   | 28                    | 1970           | [ 35 ] |
| 35=  |          | Diagonal Zero Zero               | Barcellona                | 110     | 361   | 25                    | 2011           | [ 36 ] |
| 35=  |          | Beni Beach                       | Benidorm                  | 110     | 361   | 35                    | 1996           | [ 37 ] |
| 38=  |          | Banco de Bilbao Tower            | Madrid                    | 109     | 358   | 31                    | 1981           | [ 38 ] |
| 38=  |          | Hotel Princess                   | Barcellona                | 109     | 358   | 26                    | 2004           | [ 39 ] |
| 41=  |          | Renaissance Barcelona Fira Hotel | L'Hospitalet de Llobregat | 105     | 344   | 26                    | 2012           | [ 40 ] |
| 41=  |          | Hesperia Tower                   | L'Hospitalet de Llobregat | 105     | 344   | 28                    | 2006           | [ 41 ] |
| 41=  |          | Playa Azul                       | Benidorm                  | 105     | 344   | 34                    | 2002           | [ 42 ] |
| 41=  |          | Edificio Torre Laguna            | El Ejido                  | 104     | 341   | 30                    | 2008           | [ 43 ] |
| 42   |          | Diagonal Mar i Cel               | Barcellona                | 104     | 341   | 27                    | 2010           |        |
| 43=  |          | Torre Werfen                     | L'Hospitalet de Llobregat | 104     | 341   | 25                    | 2009           | [ 44 ] |
| 43=  |          | Torre Inbisa                     | L'Hospitalet de Llobregat | 104     | 341   | 25                    | 2010           | [ 45 ] |
| 47   |          | Atrium Beach Mar                 | Villajoyosa               | 102     | 335   | 28                    | 2002           | [ 46 ] |
| 48   |          | Torres de Hercules               | Los Barrios               | 101     | 330   | 21                    | 2009           | [ 47 ] |
| 49   |          | Hotel Torre Catalunya            | Barcellona                | 100     | 328   | 25                    | 1970           | [ 48 ] |

## Progetti futuri
| Rank | Nome            | Città  | Altezza (m) | Altezza (ft) | Piani | completamento previsto | Stato          |
| ---- | --------------- | ------ | ----------- | ------------ | ----- | ---------------------- | -------------- |
| 1    | Caleido         | Madrid | 181         | 594          | 45    | 2019                   | In costruzione |
| 2    | Torre Australis | Madrid | 100         | 370          | 23    | 2019                   | In costruzione |
| 3    | Torre Adequa    | Madrid | 100         | 370          | 27    | 2019                   | In costruzione |

## Cronologia degli edifici più alti
| Nome                         | Città    | Anni di detenzione del record | Metri  | Pani |
| ---------------------------- | -------- | ----------------------------- | ------ | ---- |
| Torre de Cristal             | Madrid   | 2009-attuale                  | 250 m  | 52   |
| Torre Cepsa                  | Madrid   | 2009                          | 249 m  | 45   |
| Torre PwC                    | Madrid   | 2008-2009                     | 236 m  | 58   |
| Torre Espacio                | Madrid   | 2007-2008                     | 230 m  | 57   |
| Gran Hotel Bali              | Benidorm | 2002-2007                     | 186 m  | 52   |
| Torre Picasso                | Madrid   | 1988-2002                     | 157 m  | 43   |
| Torre de Madrid              | Madrid   | 1960-1988                     | 142 m  | 37   |
| Universidad Laboral de Gijón | Gijón    | 1956-1960                     | 130 m  | 17   |
| Edificio España              | Madrid   | 1953-1956                     | 117 m  | 26   |
| Giralda                      | Siviglia | 1198-1931                     | 97,5 m | 34   |